# NGC 1085
NGC 1085 este o galaxie spirală situată în constelația Balena. A fost descoperită în 26 septembrie 1865 de către Heinrich Louis d'Arrest. Se află la o distanță de 110,66 megaparseci de Pământ.